# Misumenoides naginae
Misumenoides naginae is een spinnensoort uit de familie van de krabspinnen (Thomisidae).
De wetenschappelijke naam van de soort werd in 2008 gepubliceerd door Bijan Kumar Biswas & Rakhi Roy.